# Hellinsia cyrtoacanthaus
Hellinsia cyrtoacanthaus là một loài bướm đêm thuộc họ Pterophoridae. Nó được tìm thấy ở Hàn Quốc.
Sải cánh dài khoảng 16 mm.

## Etymology
The specific name is derived from the Greek, cyrto (meaning curved) và acantha (meaning spine) referring to the S-like spine on left valve of male genitalia.